# Volkswagen Group Sverige
Volkswagen Group Sverige AB, med huvudkontor i Södertälje, är Sveriges största bilimportör och marknadsför bilar av märkena Volkswagen Personbilar, Audi, CUPRA, SEAT, Skoda, Volkswagen Transportbilar och Porsche.
Volkswagen Group Sverige AB är ett helägt dotterbolag till Porsche Holding Salzburg, som i sin tur ägs av Europas största biltillverkare Volkswagen AG, som sålde 9,03 miljoner bilar på världsmarknaderna under 2024.
Reservdelslagret, Volkswagen Parts Logistics, ligger i Nykvarn. Inom Volkswagengruppen finns även programmet Das WeltAuto  som erbjuder begagnade bilar med garanti och flera andra förmåner. Programmet erbjuder begagnade bilar från mer än 30 olika märken hos återförsäljare från Volkswagen, SEAT, CUPRA, ŠKODA och Volkswagen transportbilar.
Volkswagengruppens historia i Sverige börjar 1948 då Scania blev generalagent för Volkswagen. Den 15 juli samma år rullade de fyra första "Folkorna" ut på de svenska vägarna. Folkan blev snabbt populär och var under många år Sveriges mest köpta bil. 
- Den 11 maj 1950 anländer den första Porschen till Sverige. Landet blir därmed Porsches andra exportmarknad och utvecklas till en av världens mest Porschetäta marknader.
- Under 1950-talet byggs ett omfattande nätverk av återförsäljare och verkstäder upp. Ett välfungerande servicenät blir en nyckel till Volkswagens framgång i Sverige.
- 1968 bildas Svenska Volkswagen AB – ett nytt, eget bolag.
- 1976 utökas verksamheten med agenturen för Audi, vilket breddar modellutbudet till att även omfatta bilar i de övre segmenten.
- 1992 tillkommer det spanska märket SEAT i portföljen.
- 1995 börjar även Škoda marknadsföras genom Svenska Volkswagen.
- 2002 säljer Scania bolaget till Volkswagen AG, och Svenska Volkswagen blir ett helägt dotterbolag till den tyska koncernen.
- Den 10 maj 2007 byter bolaget namn till Volkswagen Group Sverige.
- 2012 blir Volkswagen AG majoritetsägare i Scania AB, och 2014 blir Scania ett helägt dotterbolag inom koncernen.
- 2015 lanseras Das WeltAuto i Sverige – Volkswagens kvalitetsprogram för begagnade bilar med garanti.
- 2016 blir Volkswagen Golf Sveriges mest sålda bil.
- 2017 registrerar Volkswagen Group Sverige rekordmånga fordon – totalt 119 905 personbilar och lätta transportbilar.
- 2018 firas 70-årsjubileet i Sverige. Volkswagen blir det mest populära märket bland svenska privatköpare och Passat GTE toppar listan över laddbara bilar.
- 2019 präglas av fortsatt digitalisering, och flera nya laddbara modeller lanseras från koncernens märken.
- 2020 blir ett utmanande år på grund av covid-19-pandemin. Trots detta hålls verksamheten igång med omfattande säkerhetsåtgärder för både kunder och medarbetare. Många nya laddbara modeller introduceras, och Volkswagen ID.3 blir Sveriges mest sålda elbil – och i december även Sveriges mest sålda bil totalt.
- 2021 präglas av fortsatt pandemi och global komponentbrist. Efterfrågan är fortsatt hög och antalet kundorder ökar markant. Volkswagen Group Sverige befäster sin position som ledande aktör inom eldrivet.
- 2022 inleds omställningen till en ny affärsmodell för elbilsförsäljning. Trots utmanande omvärldsfaktorer stärks koncernens position i det snabbt växande elbilssegmentet.
- 2023 firar Volkswagen 75 år i Sverige. Tre elbilar från Volkswagen Group Sverige placerar sig bland de tio mest sålda elbilarna i landet.
- 2024 får Volkswagen Group Sverige en ny ägare. Den 1 juli blir bolaget en del av Porsche Holding Salzburg, där även Din Bil Sverige ingår, tillsammans med Europeisk Biluthyrning.

Under 2024 registrerade Volkswagen Group Sverige AB och dess märken totalt 79 414 bilar, varav 68 578 personbilar och 10 836 lätta transportbilar. Det innebar en minskning med 8 procent jämfört med 2023 för personbilarna vilket kan jämföras med den totala bilmarknaden som minskade med 7 procent. För lätta lastbilar blev VGS minskning 16,3 procent, medan totalmarknaden minskade med 12 procent. De registrerade bilarna från VGS gav en marknadsandel för personbilar på 25,4 procent (2023: 25,7 procent) och för transportbilar 28,3 procent (2023: 29,6 procent). 